# Autorretrato (Amelia Almagià Ambron)
Autorretrato é uma pintura da artista Amelia Almagià Ambron conservada na prestigiosa Galeria dos Autorretratos da Galeria Uffizi, em Florença.

## Descrição e Análise
A obra da pintora, situada nesse ponto de inflexão entre o século XIX e o XX, absorve e transforma referências. Sua formação com Antonio Mancini deixa marcas evidentes: a atenção ao estado psicológico da retratada, o uso expressivo da matéria pictórica e a dramatização da luz. Assim como Mancini, que buscava nos olhos o ponto de máxima tensão emocional de seus retratos, a artista aqui concentra a atenção do espectador nesse foco, cercando-o de um tratamento mais livre nas roupas e no fundo, como se o entorno se dissolvesse em função da presença interior da figura.
Mas há também um refinamento moderno em sua abordagem. A luz lateral, que divide o rosto entre sombra e claridade, não é apenas um recurso técnico: ela dramatiza uma interioridade, uma hesitação, que lembra o universo inquieto de Mancini, mas já aponta para uma sensibilidade mais urbana, moderna. Comparações podem ser feitas com Giovanni Boldini, por exemplo, cuja pincelada ágil e "musical" também borrava o fundo e capturava o movimento da figura, embora com um viés mais decorativo. A diferença aqui está na introspecção. Não se trata de capturar o gesto elegante da moda parisiense, mas o peso subjetivo do olhar.
Além disso, a amizade com Giacomo Balla situa essa artista dentro de um ambiente de experimentação que, pouco tempo depois, mergulharia no futurismo. Ainda que o retrato não abrace as técnicas desse movimento – como a decomposição do movimento e a rejeição da tradição – é possível perceber na vibração da pincelada e na fluidez da matéria uma sensibilidade compartilhada: o desejo de pintar não apenas uma figura, mas uma presença viva no tempo.